# Піорналь
Піорналь (ісп. Piornal) — муніципалітет в Іспанії, у складі автономної спільноти Естремадура, у провінції Касерес. Населення — 1525 осіб (2010).
Муніципалітет розташований на відстані близько 180 км на захід від Мадрида, 85 км на північний схід від Касереса.

## Демографія
Динаміка населення (INE ):